# Allstedt (Adelsgeschlecht)

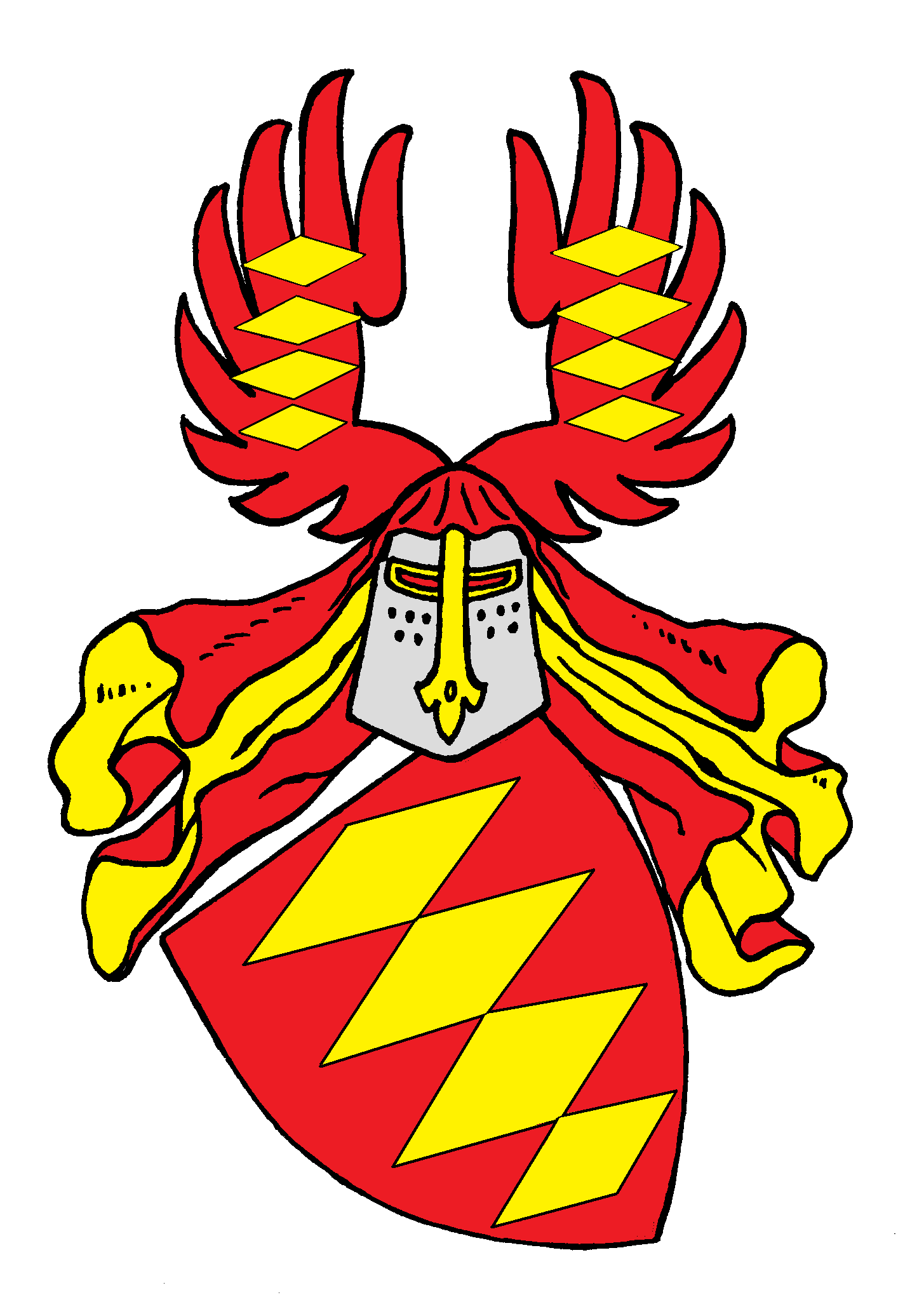
Wappen derer von Allstedt und von Glisberg

Die Familie von Allstedt war ein altes Reichsministerialengeschlecht, das sich nach der gleichnamigen Pfalz Allstedt auf der sie vom 12. bis Mitte des 14. Jh. saßen und aus der das Amt Allstedt hervorging, benannten.

## Geschichte
Die von Allstedt sollen zur Familie der Herren von Weimar gehören. Sie sind eines Stammes mit den domini bzw. advocati de Glizberg, die erstmals mit Walter von Glisberg, Marschall zu Kalentin 1036 (Gleißberg, heute Kunitzburg bei Jena) zu Erfurt und Heinrich, Herr von Allstedt und Glizberk, Marschall von Kalden und Pappenheim (* 1138; † 1170) erwähnt wurden. 1133 wird in einer Naumburger Urkunde der Edelfreie Liutoldus de Glizberg genannt. Walter von Weimar, der 1154 als villicus von Allstedt unter den Zeugen einer Königsurkunde erscheint (oder sein gleichnamiger Sohn) wird 1181 als Walter von Gleißberg genannt.
1221 erscheint urkundlich Bertholdus de Glizberg und 1239 nennt sich Albert, Vogt von Allstedt. 1256 werden Ritter Johann von Alstedt und milites Heinrich de Glisberg gemeinsam und 1265 dominus Heinricus advocatus de Glizberg (bis 1299) genannt.
Die 1676 zur Reichsgräfin von Alstädt erhobene Maria Elisabeth (geborene von Kospoth) entstammt nicht der Familie „von Allstedt“.

## Wappen

Wappen derer von Allstedt und von Glisberg

Das Siegel des Heinrich von Allstedt von 1286 zeigt einen mit zwei Fäden eingefassten Schrägbalken. Auf dem Helm ein offener Flug mit dem Balken schräglinks bzw. schrägrechts belegt.
Das Siegel des Albrecht von Allstedt zeigt drei Schrägbalken.
Das Wappen derer von Allstedt und von Glisberg zeigt auf Rot vier pfahlweise übereinander gestellte, liegende goldene Wecken. Auf dem Helm mit rot-goldenen Decken ein roter offener Flug, auf jedem Flügel das Motiv.